# DBUs fair play-konkurrence
DBUs fair play-konkurrence er en konkurrence arrangeret af DBU mellem holdene i den bedste danske fodboldrække, Superligaen. Holdene bliver løbende gennem sæsonen bedømt i samtlige spillerunder i Superligaen efter forskellige fair play-kriterier. Vinderen af den danske fair play-konkurrence kan ende med at få adgang til første kvalifikationsrunde af UEFA Cuppen via UEFA's fair play-udtrækning. Konkurrencen blev indstiftet i 1967 af Dansk Fodbold-Træner Sammenslutning. Prisen var oprindeligt en vandrepokal, men Esbjerg fB vandt den i 1982 til ejendom.

## Kriterier
Under alle superligakampe er der en fair play-bedømmer til stede, som udfylder et fair play-skema efter kampen i samarbejde med dommertrioen, og indsender dette til DBU. Dette skema udfyldes med udgangspunkt i seks kriterier:
- Gule og røde kort
  - Punktet gule og røde kort er det eneste i skemaet, som kan give et negativt resultat.
  - Hvert hold har 10 point når kampen starter.
  - Løbende fratrækkes 1 point per gult kort samt 3 points per rødt kort. Hvis en spiller først får et gult kort og senere modtager endnu et gult kort og dermed udvises fratrækkes der 3 points. Hvis en spiller først får et gult kort og senere modtager et direkte rødt kort fratrækkes der 4 points (1 + 3 points).
- Positivt spil
  - Meningen er at belønne positivt spil således, at kampen bliver attraktiv for tilskuerne at overvære.
  - Maksimum er 10 points, og minimum er 6 points
  - Karakteren 8 points gives ved det forventelige. 10 points gives ved det helt usædvanlige og 6 points ved det uacceptable.
  - Positive aspekter
    - Angrebsfodbold i stedet for en defensiv indstilling.
    - Tempofodbold og ikke geare ned.
    - Ikke forsøg på at sinke spillet, ved at trække tiden ud ved indkast, frispark eller målspark.
    - Forsøger hele tiden at score mål, selvom et ønsket resultat er opnået f.eks. uafgjort på udebane.

  - Negative aspekter
    - Trækker tiden ud.
    - Der begås taktisk prægede frispark.
    - Spillerne filmer og laver skuespil i forskellige kampsituationer.

  - Generelt kan det siges at positivt spil hænger sammen med antallet af skabte målchancer.
- Respekt for modstanderen
  - Maksimum er 5 points, og minimum er 1 point.
  - Karakteren 3 points gives ved det forventelige. Ulastelig opførsel giver, hvis ikke en helt speciel og sjælden set situation gør sig gældende, snarere give 4 points end 5 points.
  - Spillerne forventes at overholde fodboldlovene, turneringsreglementet og respektere modspillerne, og være med til at overholde fair play-ånden. Spillernes opførsel overfor hinanden bemærkes positivt eller negativt.
  - Gule og røde kort hører ikke herunder, med mindre dommeren har overset en forseelse, som bedømmeren vurderer har indflydelse på pointstildelingen.
  - Provokerer et hold modstandernes fans, trækkes dette fra i pointtildelingen.
- Respekt for dommeren
  - Maksimum er 5 points, og minimum er 1 point.
  - Karakteren 3 points gives ved det forventelige. Ved god opførsel, men uden den helt uovertrufne opførsel overfor kampens dommertrio, gives snarere 4 points end 5 points.
  - Spillerne skal udvise respekt for dommertrioen samt disses kendelser. Protester mod afgørelser omkring kort bør ikke finde sted. Hvis protester alligevel finder sted, bliver der ved bedømmelsen tages hensyn til omfanget af disse.
  - En positiv indstilling overfor dommeren belønnes med et højt pointtal, herunder også at der ikke er forekommet protester mod tvivlsomme kendelser.
- Træner og leders opførsel
  - Maksimum er 5 points, og minimum er 1 point.
  - Karakteren 3 points gives ved det forventelige. Ulastelig opførsel giver, hvis ikke en helt speciel og sjælden set situation gør sig gældende, snarere give 4 points end 5 points.
  - Alle trænere og ledere forventes at gøre alt for at fremkalde en positiv holdning til spillet, taktikken og moralen på deres hold og anvende alle muligheder herfor. De forventes at fortælle spillerne, hvordan man opfører sig i en positiv fair play-ånd.
  - Positive og negative ting omkring ledernes opførsel noteres: Om disse har provokeret en ophidset spiller til yderligere protester, eller om disse har forsøgt at lægge en dæmper på sådanne spillere. Om de har provokeret fans. Der tages også hensyn til opførsel overfor medierne før, under og efter kampen.
- Publikums opførsel
  - Maksimum er 5 points, og minimum er 1 point.
  - Såfremt en klub ikke har et "målbart" antal tilskuere med til kampen, tildeles klubben 3 points i denne kategori. Maksimumpoint bliver kun givet, såfremt publikum på en hel ekstraordinær måde har ydet et bidrag, til at gøre stemningen helt fremragende.
  - Publikums engagement skal gerne igennem sang, musik og positive tilråb have indflydelse på stemningen og dermed føre til, at fair play-ånden findes over hele stadion.
  - Publikum skal respektere kampens dommertrio samt modstanderholdet og deres fans, også selvom kendelser eller resultat skulle gå dem imod.
  - Ved afbrænding af fyrværkeri skelnes der ikke mellem antallet af f.eks. afbrændte romerlys. Hvis fyrværkeri afbrændes på stadion, er det et brud på DBUs cirkulære om sikkerhed og orden, og det pågældende holds publikum tildeles pr. definition karakteren 1. Karakteren 2 kan dog eksempelvis tildeles, hvis der forekommer positive momenter, der berettiger hertil. Karakteren 3 kan ikke komme på tale ved afbrænding af romerlys eller brug af andre former for fyrværkeri.

Bedømmelsen baseres på positive aspekter og ikke negative og der skal som en generel regel kun gives maksimum point, såfremt et holds opførsel har været overordentlig positiv.

### Endelig tildeling af points
Det samlede antal points for de 6 kriterier divideres med det maksimalt mulige pointtal, hvorefter der ganges med 10, hvorefter det angives med tre decimaler.

## Vindere
| År   | Vinder               |
| ---- | -------------------- |
| 2006 | Brøndby IF           |
| 2005 | Brøndby IF           |
| 2004 | Esbjerg fB           |
| 2003 | Esbjerg fB           |
| 2002 | FC Midtjylland       |
| 2001 | FC København         |
| 2000 | AaB                  |
| 1999 | AaB                  |
| 1998 |                      |
| 1997 |                      |
| 1996 |                      |
| 1995 |                      |
| 1994 | Silkeborg IF         |
| 1993 | Silkeborg IF         |
| 1992 | Ingen uddeling       |
| 1991 | Frem                 |
| 1990 | Frem                 |
| 1989 | Herfølge             |
| 1988 | B 1903               |
| 1987 | Brøndby IF           |
| 1986 | Frem                 |
| 1985 | Frem                 |
| 1984 | Frem                 |
| 1983 | Esbjerg fB           |
| 1982 | Esbjerg fB           |
| 1981 | Esbjerg fB           |
| 1980 | Esbjerg fB           |
| 1979 | KB                   |
| 1978 | Aalborg Freja        |
| 1977 | Vejle                |
| 1976 | Skovbakken           |
| 1975 | B 1913               |
| 1974 | Vejle                |
| 1973 | Frederikshavn fI     |
| 1972 | Vejen Sportsforening |
| 1971 | Holstebro            |
| 1970 | Silkeborg IF         |
| 1969 | Horsens fS           |
| 1968 | Viking Rønne         |
| 1967 | Skovbakken           |

## UEFA Fair Play
De højest rangerede hold i den danske samt de forskellige nationale fair play-konkurrencer, som ikke allerede er kvalificerede til UEFA Champions League eller UEFA Cup, er alle potentielle deltagere i lodtrækningen om 3 pladser i første kvalifikationsrunde af UEFA Cuppen. Den vindende klub fra det forbund, som ligger øverst på den internationale UEFA fair play-liste, kvalificerer sig automatisk til cup'en. De to øvrige hold findes ved lodtrækning mellem de øvrige forbund, som på den internationale fair play-liste har et snit på mindst 8.

### Vindere af UEFA Fair Play, samt udtrukne forbund og udsendte klubber
| År   | Vinder                       | Udtrukket                 | Udtrukket                       |
| ---- | ---------------------------- | ------------------------- | ------------------------------- |
| 2008 | England Manchester City F.C. | Tyskland Hertha BSC       | Danmark FC Nordsjælland         |
| 2007 | Sverige BK Häcken            | Norge Lillestrøm SK       | Finland MyPa 47                 |
| 2006 | Sverige Gefle IF             | Norge SK Brann            | Belgien K.S.V. Roeselare        |
| 2005 | Norge Viking FK              | Tyskland FSV Mainz 05     | Danmark Esbjerg fB              |
| 2004 | Sverige Östers IF            | Armenien FC MIKA          | Ukraine FC Illychivets Mariupol |
| 2003 | England Manchester City      | Frankrig RC Lens          | Danmark Esbjerg fB              |
| 2002 | Norge SK Brann               | Tjekkiet SK Sigma Olomouc | England Ipswich Town            |
| 2001 | Hviderusland FC Shakhtyor    | Finland MyPa              | Slovakiet FK Matador Púchov     |
| 2000 | Sverige IFK Norrköping       | Belgien K. Lierse S.K.    | Spanien Rayo Vallecano          |
| 1999 | Skotland Kilmarnock FC       | Norge Bodø/Glimt          | Estland JK Viljandi Tulevik     |
| 1998 | England                      | Norge                     | Finland                         |
| 1997 | Norge                        | Sverige                   | England                         |
| 1996 | Sverige                      | Rusland                   | Finland                         |
| 1995 | Norge                        | Luxembourg                | England                         |